# Dorpsmolen van Kerkom
De Dorpsmolen van Kerkom (ook: Bavingenmolen) is een watermolen op de Cicindria, gelegen aan Kerkom-Dorp 91 te Kerkom-bij-Sint-Truiden.
Deze bovenslag watermolen fungeerde als korenmolen. Oorspronkelijk betrof het een middenslagmolen, maar kort na 1900 werd het middenslagrad door een bovenslagrad vervangen. Toen de watermolen buiten werking werd gesteld werd er nog gemalen op een motor, maar ook daar kwam een einde aan.
De watergevel is deels in kalksteen uitgevoerd en draagt het jaartal 1667. De molen maakte deel uit van het domein Alstergoed. In de 18e eeuw werd het molenhuis verbouwd en in de 19e eeuw werden nieuwe vensters aangebracht.
De molen is onderdeel van een boerderij, die onder meer een stal uit 1786 omvat en waarvan de losstaande gebouwen om een binnenplaats gelegen zijn.
Het hele complex was in 2015 in verval geraakt, was verlaten en stond te koop. Het rad en het binnenwerk zijn nog aanwezig. Het beekje werd echter omgeleid en het sluiswerk is grotendeels verdwenen.
- Inventaris van het Bouwkundig Erfgoed (Vlaanderen): 84287